# Christophe Barbier
Christophe Barbier (25 de enero de 1967, Sallanches - ), es un periodista francés especializado en política, presente habitualmente en la radio, la televisión y la prensa escrita. Fue director editorial del semanario L'Express entre agosto de 2006 y octubre de 2016, siendo columnista en BFM TV.

## Intervenciones en los medios
Paralelamente a sus actividades dentro de L'Express, Christophe Barbier interviene regularmente en los medios. Lleva un bufanda roja como un "signo distintivo" "en homenaje" a sus antepasados "Tuareg", afirma jocosamente.
De 2003 a 2006 fue el oponente de Eric Zemmour en el programa dirigido por Victor Robert en i-TV: Ça se dispute.
Frecuencia aparece en el programa C dans l'air de la cadena France 5; siendo la personalidad más invitada desde enero de 2008 hasta marzo de 2012. Christophe Barbier también es un invitado habitual de Sud Radio y Le Grand Journal de Canal + para comentar las noticias semanales.
Desde septiembre de 2006, como parte de un acuerdo entre L'Express y LCI, Christophe Barbier ofrece una editorial y una entrevista política diaria en la mañana.
Durante el verano de 2011, dejó LCI y regresó a I-TV para presentar por la mañana un editorial y organizar una entrevista.